# アンソニー・イエボア
アンソニー・イエボア（Anthony Yeboah, 1966年6月6日 - ）は、ガーナ出身の元同国代表サッカー選手。ポジションはFW。1990年代のガーナとアフリカを代表とする選手である。

## 経歴
主にドイツのアイントラハト・フランクフルトでプレー。イエボアの在籍期間中は常に優勝争いを繰り返し、サポーターから人気を集めた。当時、ドイツ国内でアフリカ系黒人選手がプレーすることはまだ珍しく、イエボアの活躍によって後進に道を開いたことになった。1993年のFIFA年間MVP投票でアフリカ人で最高の9位を記録した。しかし、1994-95シーズンに監督のユップ・ハインケスと対立し、翌シーズンリーズ・ユナイテッドへ放出された。イエボアを失ったことでフランクフルトは成績が低迷し、2部へ降格した。
　

## タイトル
- ブンデスリーガ得点王　2回（1992-93,1993-94）